# Cova de Son Mendívil de Dalt
La cova de Son Mendívil de Dalt és una cova artificial prehistòrica d'enterrament de la primera edat del bronze, situada a la possessió de Son Mendívil de Dalt, al lloc anomenat sementer dels Clapers, al municipi de Llucmajor, Mallorca.
La cova és allargada, en direcció sud-oest a nord-est. Té un passadís d'accés pel qual es descendeix a la cambra de la cova subterrània. La cambra té una amplada de 3,5 m, una llargària de 6,5 m i una alçada d'1,5 m. Hi ha un banc funerari a l'esquerra i, al fons de la cambra, un nínxol. Ha estat emprada de temps immemorial com a refugi de pastors i caçadors, que l'han espoliada.